# Империя от лъжи
Империя от лъжи (на испански: Imperio de mentiras) е мексиканска теленовела, режисирана от Уалтер Доенер и Хуан Пабло Бланко и продуцирана от Жисел Гонсалес за Телевиса през 2020 г. Версията, написана от Леонардо Бечини и Мария Елена Лопес, е базирана на турския сериал Черна любов.
В главните роли са Анжелик Бойер и Андрес Паласиос, а в отрицателните - Сусана Гонсалес, Алехандро Камачо, Иван Арана и Хавиер Хатин. Спациално участие вземат Алехандра Роблес Хил, Хуан Мартин Хауреги, Мишел Гонсалес, Лус Рамос и първите актриси Летисия Калдерон, Вероника Ланхер, Патрисия Рейес Спиндола и Сесилия Тусайнт.

## Сюжет
Историята се съсредоточава върху скромен и честен полицай и момиче от заможно семейство, които се влюбват страстно един в друг. След като баща ѝ и бившата приятелка на полицая са убити при странни обстоятелства, двойката разследва мистериозната смърт, за да открие истината. Заедно те откриват множество тайни за света на корупцията, които не са знаели, докато се борят да защитават любовта си и се научават да се доверяват един на друг.

## Актьори
- Анжелик Бойер – Елиса Канту Роблес
- Андрес Паласиос – Леонардо Веласко Родригес
- Алехандро Камачо – Еухенио Серано
- Летисия Калдерон – Виктория Роблес де Канту
- Сусана Гонсалес – Рената Канту Робрес де Арисменди
- Патрисия Рейес Спиндола – Сара Родригес де Веласко
- Ернан Мендоса – Хосе Луис Веласко Родригес
- Иван Арана – Дарио Рамирес
- Алехандра Роблес Хил – Мария Хосе Канту Роблес
- Хавиер Хатин – Фабрисио Серано
- Мишел Гонсалес – Фернанда Наваро
- Хуан Мартин Хауреги – Марсело Арисменди
- Лус Рамос – Адриана Санчес
- Рикардо Рейнау – Марио Гардуньо
- Сесилия Тусайнт – Ниевес Сандовал де Алварес
- Пилар Икскик Мата – Тереса де Веласко
- Карлос Арагон – Хилберто
- Вероника Ланхер – Пиедад Рамирес
- Адалберто Пара – Хустино Алварес
- Алисия Хасис – Клара Алварес Сандовал
- Асира Абате – Лесли Веласко
- Сандра Кай – Соня де Серано
- Енрике Синхер – Аугусто Канту
- Джесика Декоте – Хулия Алварес Сандовал
- Ектор Олтен
- Енок Леано – Рейналдо Ферер
- Карлос Торес – Маурисио
- Илиана Фокс – Кристина Оласабал

## Премиера
Премиерата на Империя от лъжи е на 14 септември 2020 г. по Las Estrellas. Последният 92. епизод е излъчен на 17 януари 2021 г.

## Продукция
Продукцията е обявена заедно с други нови продукции на 20 януари 2020 г. на NAPTE 2020 от президента на Телевиса Студиос Патрисио Уилс.  На 30 януари продуцентката Жисел Гонсалес потвърждава, че Андрес Паласиос и Анжелик Бойер са избрани да изпълняват главните роли.  Снимачният процес започва на 2 март 2020 г., като е обявено, че към продукцията се присъединяват Сусана Гонсалес, Летисия Калдерон, Алехандро Камачо (завръщането му в Телевиса) и други. 
Първоначално планираната дата за премиера на теленовелата е 4 май 2020 г., но заради пандемията от COVID-19 в Мексико е отложена.  На 29 март Телевиса разпорежда временното прекратяване на всички записи на своите продукции, записвани във форумите, като последните снимки на продукцията са два дни по-рано, със записани 20 от 80 планирани епизода.  Телевиса решава да отложи премиерата на теленовелата, като на нейно място са излъчени отново Силвия Пинал, пред теб и Днес ще се променя, а също е излъчена премиерно Руби, третата теленовела от антологията Фабрика за мечти. 
Освен че продукцията е засегната от пандемията, се добавя и напускането на двама от актьорите, които са част от актьорския състав – Роберто Романо (заради скандал, в който са изтекли предполагаеми съобщения за омраза и дискриминация спрямо жена) и първата актриса Анхелина Пелаес (която отказва да продължи участието си, тъй като е от уязвимата група към коронавируса). Тогава се потвърждава участието на актьорите Патрисия Рейес Спиндола и Хавиер Хатин. 
Записите на Империя от лъжи, а също и на теленовелите Давам ти живот, Мексиканката и блондинът и Да преодолееш мъката са възобновени през месец юни 2020 г. след официалното разрешение на Алфонсо де Ангоития и Бернардо Гомес, главни изпълнителни директори на Телевиса.  Снимките на Империя от лъжи приключват на 21 ноември 2020 г. Историята е адаптирана от Леонардо Бечини и Мария Елена Лопес, оператори са Армандо Сафра и Луис Артуро Родригес, фотографията е поверена на Луис Гарсия и Уго Муньос, а за режисурата отговарят Валтер Доенер и Хуан Пабло Бланко. 

## Награди и номинации
TV Adicto Golden Awards 2020
| Категория                                | Номинация                                                 | Резултат |
| ---------------------------------------- | --------------------------------------------------------- | -------- |
| Най-добра сценография и декор            | Диего Ласкурайн                                           | Печели   |
| Най-добра инструментална тема            | Жорди Бачбуш                                              | Печели   |
| Най-добра актриса във второстепенна роля | Сусана Гонсалес                                           | Печели   |
| Най-добър злодей                         | Ернан Мендоса                                             | Печели   |
| Най-добра злодейка                       | Илиана Фокс                                               | Печели   |
| Най-добро мъжко откритие                 | Иван Арана                                                | Печели   |
| Най-добър пръв актьор                    | Алехандро Камачо                                          | Печели   |
| Най-добра първа актриса                  | Патрисия Рейес Спиндола                                   | Печели   |
| Най-добро специално мъжко участие        | Енрике Синхер                                             | Печели   |
| Най-добър състав                         | Родриго Руис                                              | Печели   |
| Най-добър оператор                       | Армандо Сафра Луис Артуро Родригес Луис Гарсия Уго Муньос | Печелят  |